# Petrus Canuti
Petrus Canuti, död 23 juni 1661 i Stens socken, han var en svensk kyrkoherde i Stens församling.

## Biografi
Petrus Canuti blev 18 maj 1625 student vid Uppsala universitet, Uppsala och prästvigdes 18 augusti 1626 till komminister i Kaga församling, Kaga pastorat. Han blev 6 juni 1648 kyrkoherde i Stens församling, Stens pastorat. Canuti avled 23 juni 1661 i Stens socken.

### Familj
Canuti gifte sig första gången med en kvinna utan känt namn. Han gifte sig andra gången 28 december 1648 med Walborg Bengtsdotter. Hon var dotter till kyrkoherden i Odensvi socken. Walborg Bengtsdotter hade tidigare varit gift med kyrkoherden Birgerus Skiärping i Stens socken.